# شاخص استقلال آسیب نخاعی

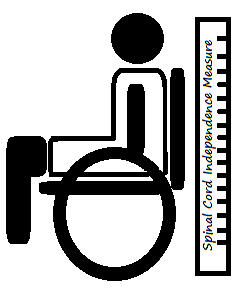
شاخص استقلال آسیب نخاعی یک وسیله برای سنجش میزان عملکرد در بیماری آسیب نخاعی است

## مقدمه
شاخص‌های سنجش پیامد در طب بازتوانی، ابزارهایی برای سنجش میزان معلولیت هستند . آن‌ها می توانند برای پزشکان در زمینه قضاوت در مورد سیر بهبود بیمار، برای محققان در مقایسه روش‌های مختلف اداره بیمار، و برای سیاست گذاران در زمینه بررسی هزینه اثربخشی تصمیمات خود مفید باشند.
شاخص استقلال آسیب نخاعی (Spinal Cord Independence Measure ) ، به عنوان یک شاخص سنجش پیامد که مخصوص وضعیت آسیب طناب نخاعی طراحی شده، وسیله ای است  برای سنجش این موضوع که تا چه میزان بیمار، فعالیت‌های روزانه زندگی را سریع، ایمن و مستقل انجام می‌دهد.

## ساختار پرسش نامه
این شاخص شامل 19 آیتم است که در سه زیرگروه مراقبت از خود، تنفس و کنترل اسفنکتر، و تحرک قرار دارند.

## ویژگی های روان سنجی
آخرین ویرایش این شاخص، شاخص استقلال آسیب نخاعیIII ، در مطالعات چندمرکزه متعددی اعتبارسنجی شده  و به زبان‌های  ایتالیایی ، اسپانیایی ، یونانی ، پرتغالی ، تایلندی ، ترکی و فارسی ترجمه شده‌است. شاخص استقلال آسیب نخاعیIII ، نتیجه گیری شده که مناسب‌ترین ویژگی‌های روان سنجی را در سنجش میزان عملکرد افراد آسیب نخاعی داراست.